# Parlamentswahl in Finnland 1966
- SKDL: 41
- TPSL: 7
- SDP: 55
- SMP: 1
- RKP: 12
- LKP: 9
- KESK: 49
- KOK: 26

Die Parlamentswahl in Finnland 1966 fand am 20. und 21. März 1966 statt. Es war die Wahl zum 24. finnischen Parlament.
Die Wahlen brachten der Sozialdemokratischen Partei Finnlands unter ihrem Vorsitzenden Rafael Paasio deutliche Gewinne und die Partei wurde vor der bislang stärksten Kraft, der Zentrumspartei, stärkste Partei im Parlament. Dieser Linksrutsch führte im Mai 1966 zu einer Regierungsbildung zwischen Sozialdemokratischer Partei und der von der Kommunistischen Partei dominierten Demokratischen Union des Finnischen Volkes, unterstützt von der Zentrumspartei und dem Sozialdemokratischen Bund der Arbeiter- und Kleinbauernschaft.

## Ausgangslage
Seit dem 12. September 1964 regierte eine Mitte-rechts-Koalition aus Zentrumspartei (zuvor Landbund), Sammlungspartei, Schwedischer Volkspartei und Volkspartei Finnlands unter Ministerpräsident Johannes Virolainen vom Landbund. Diese Regierung brachte einige bedeutende Reformen auf den Weg, wie etwa ein allgemeines Krankenversicherungsgesetz, ein neues Sprachengesetz und ein neues Umsatzsteuergesetz. Die Umsatzsteuer wurde erhöht was vor allem in unteren Einkommensklassen zu Unmut führte, da sich unter anderem Benzin und Autos stark verteuerten.
Innerhalb der linken Parteienlandschaft was es zu denkbaren personellen Veränderungen gekommen. Während die Volksdemokraten mit Ele Alenius einen Nicht-Kommunisten als Vorsitzenden wählten, wurde Rafael Paasio, der eine Annäherung an die Volksdemokratische Union anstrebte, Vorsitzender der Sozialdemokratischen Partei. Eine Koalition zwischen den beiden bedeutenden linken Parteien schien so nicht mehr ausgeschlossen.

## Teilnehmende Parteien
Es traten 10 verschiedene Parteien zur Wahl an.
Folgende Parteien waren bereits im Parlament vertreten:
| Partei | Partei | Ausrichtung        | Spitzenkandidat     |
| ------ | --- | ------------------ | ------------------- |
|        | Finnische Zentrumspartei Suomen Keskusta (KESK) Centern i Finland | sozialliberal      | Johannes Virolainen |
|        | Demokratische Union des Finnischen Volkes Suomen Kansan Demokraattinen Liitto (SKDL) Demokratiska Förbundet för Finlands Folk (DFFF)                                                       | sozialistisch      | Ele Alenius         |
|        | Sozialdemokratische Partei Finnlands Suomen Sosialidemokraattinen Puolue (SDP) Finlands Socialdemokratiska Parti                                                                           | sozialdemokratisch | Rafael Paasio       |
|        | Nationale Sammlungspartei Kansallinen Kokoomus (KOK) Samlingspartiet | konservativ        | Juha Rihtniemi      |
|        | Liberale Volkspartei Liberaalinen Kansanpuolue (LKP) Liberala Folkpartiet | liberal            | Mikko E. Juva       |
|        | Schwedische Volkspartei Ruotsalainen Kansanpuolue (RKP) Svenska Folkpartiet (SFP) | liberal            | Jan-Magnus Jansson  |
|        | Sozialdemokratischer Bund der Arbeiter- und Kleinbauernschaft Työväen ja Pienviljelijäin Sosialidemokraattinen Liitto (TPSL) Arbetarnas och Småbrukarnas Socialdemokratiska Förbund (ASSF) | sozialdemokratisch |                     |
|        | Kleinbauernpartei Finnlands Suomen Pientalonpoikien Puolue (SPP) | zentristisch       |                     |

## Wahlergebnis
Die Wahlbeteiligung lag bei 84,9 Prozent und damit 0,2 Prozentpunkte unter der Wahlbeteiligung bei der letzten Parlamentswahl 1966.
| Partei            | Partei                                                               | Stimmen   | Stimmen | Stimmen | Sitze  | Sitze |
| Partei            | Partei                                                               | Anzahl    | %       | +/−     | Anzahl | +/−   |
| ----------------- | -------------------------------------------------------------------- | --------- | ------- | ------- | ------ | ----- |
|                   | Sozialdemokratische Partei Finnlands (SDP)                           | 645.339   | 27,23   | +7,73   | 55     | +17   |
|                   | Finnische Zentrumspartei (KESK)                                      | 503.047   | 21,23   | −1,72   | 49     | −4    |
|                   | Demokratische Union des Finnischen Volkes (SKDL)                     | 502.374   | 21,20   | −0,82   | 41     | −6    |
|                   | Nationale Sammlungspartei (KOK)                                      | 326.928   | 13,79   | −1,27   | 26     | −6    |
|                   | Liberale Volkspartei (LKP) (*)                                       | 153 259   | 6,47    | −0,4    | 9      | −5    |
|                   | Schwedische Volkspartei (RKP)                                        | 134.832   | 5,69    | −0,42   | 11     | −2    |
|                   | Sozialdemokratischer Bund der Arbeiter- und Kleinbauernschaft (TPSL) | 61.274    | 2,59    | −1,77   | 7      | +5    |
|                   | Kleinbauernpartei Finnlands (SPP)                                    | 24.351    | 1,03    | −1,13   | 1      | +1    |
|                   | Christlicher Bund Finnlands (SKL)                                    | 10.646    | 0,45    | +0,45   | —      | —     |
|                   | Åländsk Samling (**)                                                 | 7.118     | 0,30    | −0,02   | 1      | —     |
|                   | Unabhängigkeitspartei                                                | 513       | 0,02    | +0,02   | —      | —     |
|                   | Christliche Frauen Westfinnlands                                     | 124       | 0,01    | +0,01   | —      | —     |
|                   | Christliche Gläubige Nordsavos                                       | 30        | 0,00    | +0,00   | —      | —     |
|                   | Einschreibe-Listen                                                   | 161       | 0,01    | —       | —      | —     |
|                   | Sonstige                                                             | 51        | 0,00    | —       | —      | —     |
| Gesamt            | Gesamt                                                               | 2.370.046 | 100,00  |         | 200    |       |
| Gültige Stimmen   | Gültige Stimmen                                                      | 2.370.046 | 99,64   |         |        |       |
| Ungültige Stimmen | Ungültige Stimmen                                                    | 8.537     | 0,36    |         |        |       |
| Wahlbeteiligung   | Wahlbeteiligung                                                      | 2.378.711 | 84,94   |         |        |       |
| Wahlberechtigte   | Wahlberechtigte                                                      | 2.800.461 | 100,00  |         |        |       |
| Quelle:           |                                                                      |           |         |         |        |       |

- (*) Vergleichswerte der Liberalen Volkspartei sind die Wahlergebnisse von 1962 der Volkspartei Finnlands und des Freisinnigen-Bunds zusammen.
- (**) Åland-Mandat

## Nach der Wahl
Der Sozialdemokrat Rafael Paasio bildete eine linksdominierte „Volksfrontregierung“ aus Sozialdemokratischer Partei, Zentrumspartei, Volksdemokratischer Union und dem Sozialdemokratischen Bund der Arbeiter- und Kleinbauernschaft. Diese Koalition besaß eine Dreiviertel-Mehrheit im Parlament und brachte eine Grundschulreform sowie ein Familienrentengesetz auf den Weg. Allerdings warf man Paasio eine schwache Haltung gegenüber der Zentrumspartei und dem Präsidenten Urho Kekkonen vor. Auch sein eher kühler Sowjetunion-Kurs wurde kritisch betrachtet. Rafael Paasio bot schließlich sein Amt als Ministerpräsident an und am 22. März 1968 wurde der Sozialdemokrat Mauno Koivisto auf Wunsch Kekkonens neuer Ministerpräsident. Die Koalition wurde unter ihm mit der Schwedischen Volkspartei um eine weitere Kraft verstärkt.
Übersicht der Kabinette:
1. Kabinett Paasio I – Rafael Paasio (Sozialdemokratische Partei) – Regierung aus Sozialdemokratischer Partei, Zentrumspartei, Volksdemokratischer Union, Sozialdemokratischer Bund der Arbeiter- und Kleinbauernschaft (27. Mai 1966 bis 22. März 1968)
2. Kabinett Koivisto I – Mauno Koivisto (Sozialdemokratische Partei) – Regierung aus Sozialdemokratischer Partei, Zentrumspartei, Schwedischer Volkspartei, Volksdemokratischer Union, Sozialdemokratischer Bund der Arbeiter- und Kleinbauernschaft